# لی آتو
لی آتو (به انگلیسی: Li Auto) یک شرکت خودروسازی چینی است، که در سال ۲۰۱۵ تأسیس شد.